# Brian Mwila
Brian Mwila (Ndola, 16 giugno 1994) è un calciatore zambiano, attaccante dello Zanaco e della nazionale zambiana.

## Caratteristiche tecniche
È un centravanti.

## Carriera
Il 4 giugno 2017 ha esordito con la nazionale zambiana disputando l'amichevole pareggiata 0-0 contro il Gabon.